# Clematoessa ledouxi
Clematoessa ledouxi är en fjärilsart som beskrevs av Erich Martin Hering 1922. Clematoessa ledouxi ingår i släktet Clematoessa och familjen bastardsvärmare. Inga underarter finns listade i Catalogue of Life.